# Salah Garmadi
Salah Garmadi (arabe : صالح القرمادي), né le 12 avril 1933 à Tunis et mort le 12 avril 1982 dans un accident de la route en Tunisie,, est un poète tunisien arabophone et francophone.

## Biographie
Membre du mouvement littéraire Fi ghayr al-amoudi wal-hurr (Poésie autre que métrique et libre), emmené notamment par Tahar Hammami, Habib Zannad et Fadhila Chebbi, il est notamment l'auteur de Al-lahma al-hayya (Chair vive, 1970), qui est écrit en dialecte tunisien, et de Nos ancêtres les Bédouins (1975).
Il est l'un des cofondateurs de la revue progressiste Attajdid. Il est également connu pour des traductions arabes d'ouvrages dont Je t'offrirai une gazelle de Malek Haddad.